# 村上城
村上城（日语：／ Murakami jō */?）是位於日本新潟縣村上市的一座城郭遺跡，屬於平山城。又稱舞鶴城、本莊城。村上城位於村上市區東端的臥牛山（標高135公尺）山頂，是歷代村上藩藩主居城，被政府列入史跡。村上城始建於戰國時代，由阿賀北領主本莊氏築城，因此當時名為本莊城。